# SASLprep
SASLprep(Stringprep Profile for User Names and Passwords)는 사용자 이름과 암호를 위해 문자열 입력/비교작업을 수행하기 위한 유니코드 텍스트 문자열을 준비하는 방식에 대한 프로파일이다.